# وينتر غاردينس (كاليفورنيا)
وينتر غاردينس (بالإنجليزية: Winter Gardens CDP, California)‏ هي منطقة سكنية تقع بولاية كاليفورنيا في الولايات المتحدة. تبلغ مساحتها 11.475 كم2، وترتفع عن سطح البحر 206 م، بلغ عدد سكانها 20,631 نسمة في عام 2010 حسب إحصاء مكتب تعداد الولايات المتحدة وتصل الكثافة السكانية فيها 1,797.9 نسمة لكل كيلومتر مربع (4,656.5/ميل2).

## التركيبة السكانية
حدّد مكتب تعداد الولايات المتحدة بيانات التركيبة السكانية لوينتر غاردينس في تعداد الولايات المتحدة. في ما يلي، التركيبة السكانية حسب تعدادي 2000 و2010.

### تعداد عام 2000
بلغ عدد سكان وينتر غاردينس 19,771 نسمة بحسب تعداد عام 2000، وبلغ عدد الأسر 7,218 أسرة وعدد العائلات 5,149 عائلة مقيمة في المنطقة السكنية. في حين سجلت الكثافة السكانية 1,723 نسمة لكل كيلومتر مربع (4,462.5/ميل2). وبلغ عدد الوحدات السكنية 7,423 وحدة بمتوسط كثافة قدره 646.9 لكل كيلومتر مربع (1,675.5/ميل2).
وتوزع التركيب العرقي للمنطقة السكنية بنسبة 88.39% من البيض و1.30% من الأمريكيين الأفارقة و1% من الأمريكيين الأصليين و1.36% من الأمريكيين ذوي الأصول الآسيوية و0.28% من سكان جزر المحيط الهادئ و4.02% من الأعراق الأخرى و3.65% من عرقين مختلطين أو أكثر و12.26% من الهسبانيون أو اللاتينيون من أي عرق.
بلغ عدد الأسر 7,218 أسرة كانت نسبة 39.6% منها لديها أطفال تحت سن الثامنة عشر تعيش معهم، وبلغت نسبة الأزواج القاطنين مع بعضهم البعض 52.7% من أصل المجموع الكلي للأسر، ونسبة 13.3% من الأسر كان لديها معيلات من الإناث دون وجود شريك،  بينما كانت نسبة 5.4% من الأسر لديها معيلون من الذكور دون وجود شريكة وكانت نسبة 28.7% من غير العائلات. تألفت نسبة 21.1% من أصل جميع الأسر من عدة أفراد يعيشون في نفس المنزل ونسبة 7.8% كانت تتألف من شخص يعيش بمفرده يبلغ من العمر 65 عاماً أو أكثر. وبلغ متوسط حجم الأسرة المعيشية 2.72، أما متوسط حجم العائلات فبلغ 3.14.
بلغ العمر الوسطي للسكان 35.2 عاماً. وكانت نسبة 26.9% من القاطنين تحت سن الثامنة عشر، وكانت نسبة 9% بين الثامنة عشر والرابعة والعشرين عاماً، ونسبة 31.1% كانت واقعةً في الفئة العمرية ما بين الخامسة والعشرين والرابعة والأربعين عاماً، ونسبة 22.2% كانت ما بين الخامسة والأربعين والرابعة والستين، ونسبة 10.2% كانت ضمن فئة الخامسة والستين عاماً فما فوق. يوجد لكل 100 أنثى 96.1 ذكر، ويوجد لكل 100 أنثى في الثامنة عشر من عمرها فما فوق 93.8 ذكر.
بلغ متوسط دخل الأسرة في المنطقة السكنية 45,791 دولارًا، أما متوسط دخل العائلة فبلغ 51,378 دولارًا. وكان متوسط دخل الذكور 37,226 دولارًا مقابل 29,191 دولارًا للإناث. وسجل دخل الفرد الخاص بالمنطقة السكنية 19,424 دولارًا. وكانت نسبة 5.9% من العائلات ونسبة 8.5% من السكان تحت خط الفقر، وكان من هؤلاء نسبة 9.5% تحت سن الثامنة عشر ونسبة 2.8% في الخامسة والستين من العمر وما فوق.

### تعداد عام 2010
بلغ عدد سكان وينتر غاردينس 20,631 نسمة بحسب تعداد عام 2010، وبلغ عدد الأسر 7,468 أسرة وعدد العائلات 5,255 عائلة مقيمة في المنطقة السكنية. في حين سجلت الكثافة السكانية 1,797.9 نسمة لكل كيلومتر مربع (4,656.5/ميل2). وبلغ عدد الوحدات السكنية 7,885 وحدة بمتوسط كثافة قدره 687.1 لكل كيلومتر مربع (1,779.6/ميل2).
وتوزع التركيب العرقي للمنطقة السكنية بنسبة 81.65% من البيض و1.98% من الأمريكيين الأفارقة و1.13% من الأمريكيين الأصليين و1.67% من الأمريكيين ذوي الأصول الآسيوية و0.46% من سكان جزر المحيط الهادئ و7.83% من الأعراق الأخرى و5.27% من عرقين مختلطين أو أكثر و20.79% من الهسبانيون أو اللاتينيون من أي عرق.
بلغ عدد الأسر 7,468 أسرة كانت نسبة 36.9% منها لديها أطفال تحت سن الثامنة عشر تعيش معهم، وبلغت نسبة الأزواج القاطنين مع بعضهم البعض 49.5% من أصل المجموع الكلي للأسر، ونسبة 14.1% من الأسر كان لديها معيلات من الإناث دون وجود شريك،  بينما كانت نسبة 6.8% من الأسر لديها معيلون من الذكور دون وجود شريكة وكانت نسبة 29.6% من غير العائلات. تألفت نسبة 21.9% من أصل جميع الأسر من عدة أفراد يعيشون في نفس المنزل ونسبة 6.9% كانت تتألف من شخص يعيش بمفرده يبلغ من العمر 65 عاماً أو أكثر. وبلغ متوسط حجم الأسرة المعيشية 2.75، أما متوسط حجم العائلات فبلغ 3.20.
بلغ العمر الوسطي للسكان 36.8 عاماً. وكانت نسبة 24.3% من القاطنين تحت سن الثامنة عشر، وكانت نسبة 9.7% بين الثامنة عشر والرابعة والعشرين عاماً، ونسبة 26.7% كانت واقعةً في الفئة العمرية ما بين الخامسة والعشرين والرابعة والأربعين عاماً، ونسبة 29% كانت ما بين الخامسة والأربعين والرابعة والستين، ونسبة 10.3% كانت ضمن فئة الخامسة والستين عاماً فما فوق. وتوزع التركيب الجنسي للسكان بنسبة 49.3% ذكور و50.7% إناث.